# Episodi de I bastardi di Pizzofalcone (terza stagione)
La terza stagione della serie televisiva I bastardi di Pizzofalcone, formata da 6 episodi, è trasmessa in prima visione assoluta da Rai 1 dal 20 settembre al 25 ottobre 2021. Il primo episodio è stato pubblicato in anteprima su Rai Play.
| nº | Titolo | Prima TV          |
| -- | ------ | ----------------- |
| 1  | Fuochi | 20 settembre 2021 |
| 2  | Vuoto  | 27 settembre 2021 |
| 3  | Rose   | 3 ottobre 2021    |
| 4  | Nozze  | 11 ottobre 2021   |
| 5  | Sangue | 18 ottobre 2021   |
| 6  | Verità | 25 ottobre 2021   |

## Fuochi
- Soggetto e sceneggiatura: Dido Castelli e Graziano Diana

A una settimana dall'esplosione della bomba, continuano le indagini sull'attentato coordinate da Luigi Pennacchi e Forbice. Mentre Letizia è in coma, ancora in pericolo di vita, e Alma, la cameriera spagnola del suo ristorante, è morta, i bastardi di Pizzofalcone sono sopravvissuti miracolosamente e sono in osservazione da parte degli inquirenti, con il commissariato non operativo. Nonostante il divieto imposto, la squadra, ovviamente, inizia ad indagare. Convinto che si tratti di una vendetta a seguito del blitz a opera di Lojacono, l'ispettore fa visita in carcere a Caruso che però nega con fermezza il coinvolgimento della camorra nell'attentato, indirizzando le indagini su un'altra pista: quella degli artificieri e dei fuochi d’artificio. A questo punto, le attenzioni dei bastardi si concentrano su Alfonso Ruotolo detto “il Saraceno”, ultimo  esponente di una storica famiglia di artificieri napoletani. Su suggerimento di Pisanelli, prossimo alla pensione, Lojacono e Romano si dirigono a Pianura, alla cava di tufo, dove la famiglia Ruotolo svolge la propria attività da anni, ma, in quel momento, poco prima dell'arrivo di Pennacchi (anch'esso sulle tracce del Saraceno) il laboratorio viene fatto esplodere con il proprietario al suo interno. Nonostante tutti credano che il Saraceno sia morto a causa dell'esplosione, la Martone comunica ai bastardi che Ruotolo era già stato ucciso in precedenza con dei colpi alla nuca. Nello scandagliare il quadro familiare di Ruotolo, la squadra rintraccia il nipote del Saraceno, Mimmo: il ragazzo ammette che l'esplosivo utilizzato per l'attentato al ristorante fosse stato rifornito dallo zio, ma di non sapere chi fossero i responsabili. Al termine delle indagini, nonostante vari depistaggi, Lojacono capisce che ad uccidere “il Saraceno” è stata la cognata vedova Anna, madre di Mimmo, nel disperato tentativo di evitare che il figlio fosse coinvolto  nei loschi traffici del cognato. L'ispettore, non potendosi prendere merito delle indagini a causa del periodo di fermo del commissariato, convince la donna a costituirsi. Al termine degli accertamenti che confermano l'estraneità ai fatti della squadra, i Bastardi di Pizzofalcone possono finalmente tornare operativi, ma Palma continua a essere irreperibile, ancora sotto shock per l'attentato e per la recente rottura con Ottavia. Nel frattempo, Lojacono è in preda ai sensi di colpa e durante una visita a Letizia in ospedale, viene aggredito da un uomo sconosciuto che stava tentando di uccidere Letizia.
Intanto, il resto della squadra accusa i postumi dell'esplosione: Alex, scossa per aver assistito alla morte della cameriera del ristorante, inizia a soffrire di attacchi di panico; Aragona, dopo le discussioni e la successiva partenza di Irina per il Montenegro, chiede ospitalità a Pisanelli; Giorgia, dopo aver temuto per Romano, decide di dargli una seconda opportunità e di intraprendere la procedura per l'affido della piccola Giorgia; infine Ottavia, dopo la bomba, si convince ulteriormente di dover stare vicino al figlio Riccardo e mette fine alla storia con Palma.
- Altri interpreti: Ugo Dighero (Forbice), Vincenzo Borrelli (Alfonso Ruotolo), Elvis Esposito (Mimmo Ruotolo), Bianca Maria D'Amato (Anna, madre di Mimmo), Alessandra Della Marca (Alma, cameriera morta nell'attentato), Ariadna Romero (Beatriz, fidanzata di Mimmo).
- Ascolti Italia: 4 496 000 spettatori e 21.8% di share [1]

## Vuoto
- Soggetto: Dido Castelli e Graziano Diana
- Sceneggiatura: Francesca Panzarella

Al posto di Pisanelli arriva a Pizzofalcone il nuovo commissario capo Elsa Martini, laureata in giurisprudenza a soli 23 anni che dopo aver superato il concorso da commissario ha fatto esperienza tra Asti e Torino dove è finita sotto processo per aver ucciso un pedofilo venendo poi assolta in appello per legittima difesa.
Una professoressa, dopo una prima segnalazione, denuncia la scomparsa della collega Chiara Fimiani. Si sospetta del marito Marcello Baffi e la squadra inizia a indagare sotto traccia. Il marito dice di averla vista l'ultima volta il giorno dopo la festa del circolo della vela durante la quale la donna aveva fatto una scenata davanti a tutti. La squadra approfondisce il rapporto che la donna aveva con Gerardo Caporosso, suo ex alunno vicino ad ambienti malavitosi; il ragazzo spiega ai poliziotti di averle aperto gli occhi sull'attività parallela del marito che acquistava bambini delle famiglie povere di Napoli e che viene quindi arrestato. Lojacono intuisce che la Fimiani aveva una relazione con Davide Maggioni e insieme alla Martini li rintraccia in Portogallo: la donna ha voluto cambiare vita e voluto far ricadere i sospetti della sua presunta scomparsa sul marito per poterlo incastrare chiedendo altresì ai due poliziotti di far finta di niente sulla sua nuova vita.
Intanto si rafforza l'ipotesi pizzo per l'esplosione al ristorante di Letizia mentre la Piras inizia a ricevere delle minacce e dopo che le è stata distrutta l'auto le viene assegnata una scorta. Il procuratore Basile le consiglia di chiedere il trasferimento a Roma ma lei scopre che a minacciarla è una madre disperata di una giovane vittima che si era tolta la vita in carcere dopo essere stata arrestata su sua richiesta: le due donne si incontrano una sera al cimitero proprio davanti alla tomba di Giovanna e dopo un iniziale scontro si abbracciano in lacrime all'arrivo di Lojacono.
Palma, invece, non riuscendo a superare lo stress post traumatico dovuto all'attentato e la rottura con Ottavia, ricade nell'alcolismo (che aveva superato anni prima) ed inizia a frequentare un bar dove conosce una ragazza la quale una sera dopo averlo investito lo soccorre portandolo a casa sua.
- Altri interpreti: Yari Gugliucci (Marcello Baffi), Titti Nuzzolese (Chiara Fimiani), Peppe Servillo (Davide Maggioni), Maria Basile (segretaria di Baffi), Chiara Cavalieri (Gloria Costanzo).
- Ascolti Italia: 4 458 000 spettatori e 21,5% di share [2]

## Rose
- Soggetto: Dido Castelli e Graziano Diana
- Sceneggiatura: Salvatore Basile

Palma al risveglio trova morta sul pavimento la ragazza che lo aveva soccorso la notte prima e scappa sconvolto. La squadra, ignara del coinvolgimento del proprio capo, inizia a indagare sull'omicidio di questa Emanuela Vitiello, una modella che in realtà si manteneva facendo la escort. Il medico legale appura che è stata uccisa durante una colluttazione e che la pistola che ha sparato era una di quelle in dotazione alla polizia.
Il fratello di Manù, Tony Vitiello, racconta alla polizia che a causa del suo lavoro lei aveva troncato i rapporti con la famiglia.
Poco dopo, si presenta in commissariato Dario Marone, il commercialista di Manù, per denunciare Tony per minacce, poiché a suo dire la sorella gli avrebbe affidato 30 000 euro. Il professionista però smentisce di avere in custodia la cifra, dichiarando anzi che la sua cliente voleva lasciare l'Italia anche a causa del fratello che la tormentava attribuendole la responsabilità della morte dei genitori. La stessa sera, Vitiello si presenta a casa di Marone e lo minaccia con una pistola, proprio in quel momento la squadra interviene e lo arresta.
Il mattino seguente, un testimone racconta di aver visto Manù soccorrere un uomo ubriaco fuori dal Roxy Bar; Ottavia capisce subito che si tratta di Palma, dato che quella sera le aveva detto con un messaggio di essere lì.
Nel frattempo, Palma riceve un messaggio anonimo con scritto di preparare 10 000 euro per non diffondere un video in cui la escort lo riprendeva dormire ubriaco sul suo letto la notte dell'omicidio. Il vice questore non cede però alle minacce e, nel cestino dei rifiuti concordato con il ricattatore, lascia una busta piena di cartaccia. In questo modo, stana la persona che lo stava ricattando: si tratta di Gianna Pirro, la parrucchiera di Manù, che, trovandosi in difficoltà economiche e con un figlio adolescente e tossicodipendente, pensava di poter risolvere una volta per tutte i suoi problemi grazie al video dell'amica. Palma, dopo essersi fatto raccontare il più possibile di Manù da Gianna, decide di confessare tutto alla squadra a cui invia il video e confessa le difficoltà vissute nell'ultimo periodo. I Bastardi decidono di perdonare Palma e stargli vicino per aiutarlo a capire quanto veramente successo. Grazie a una scenata di gelosia di Ottavia, Palma riesce a scoprire che è stato Marone (già artefice della morte della prima moglie) ad uccidere Manú per gelosia.
Anche Ottavia ha perdonato Palma e i due tornano in buoni rapporti dopo il precedente periodo di crisi. Nel frattempo, Romano e la moglie hanno finalmente ottenuto in affido la bambina ma il poliziotto ha solo occhi per la piccola ed inizia a trascurare Giorgia. La Di Nardo continua ad essere soggetta agli attacchi di panico e, su consiglio della compagna, inizia la terapia presso uno psicologo. Aragona, invece, è sempre ospite di Pisanelli, il quale continua a essere ossessionato da frate Leonardo.
La Piras viene informata che una delle vittime dell'esplosione, l'avvocato Matteo Piscopo, era coinvolto in un giro di riciclaggio. Parlando con la ex moglie del legale, Lojacono scopre che Piscopo aveva avuto una relazione con Letizia che, poco dopo, si risveglia dal coma.
- Altri interpreti: Luciano Giugliano (Dario Marone), Raffaella Di Caprio (Manú), Daniela Ioia (Gianna).
- Ascolti Italia: 3 994 000 spettatori e 19,13% di share [3]

## Nozze
- Soggetto: Dido Castelli e Graziano Diana
- Sceneggiatura: Angelo Petrella

Letizia si è svegliata e, prima che Lojacono possa raccontarle quello che è successo, viene interrogata dal PM Pennacchi il quale riferisce poi al gruppo che due camorristi hanno rivendicato l'attentato. La donna racconta all'ispettore di essere stata in difficoltà con il suo ristorante e di aver ricevuto 200 000 euro da Matteo Piscopo il quale però voleva riciclare quei soldi facendola finire in un brutto giro; entrambi erano finiti nel mirino di Paolo Manetti, pregiudicato condannato a 20 anni per diversi reati ed evaso dal carcere di Barcellona che ha cercato di ucciderla in ospedale.
Viene ritrovata morta in acqua davanti al lungomare Francesca Valletta, figlia del boss Gennaro in lotta da anni con i Pesacane. La ragazza, incinta all'insaputa di tutti, doveva sposarsi quel giorno con Giovanni, uno dei due figli maschi di Don Carmelo Pesacane. L'altro figlio, Biagio, sarebbe stato innamorato di lei e ha fatto perdere le sue tracce. I Valletta sono convinti che Biagio sia l'assassino e per non arrivare alla guerra chiedono a Don Carmelo e al figlio Giovanni la sua testa. I due fratelli si scontrano in un casolare e, all'arrivo della polizia, Giovanni nel tentativo di disarmare il fratello cade dalla terrazza morendo sul colpo. In commissariato Biagio, che si scoprirà essere in realtà gay, racconta di aver visto Francesca fare sesso con suo cugino Achille il quale verrà arrestato visti i messaggi che si scambiava con lei. Lojacono però non è convinto e, grazie a una lente a contatto ritrovata sul corpo, risale alla moglie di Achille, Alvia, che confessa di aver ucciso Francesca dopo aver scoperto la loro relazione segreta.
Nel frattempo, Giorgia è sempre più insofferente per la lontananza di Francesco, Alex ha sospeso le sedute con lo psicologo che scavava troppo nel suo passato e Rosaria non sa più cosa fare per aiutarla, Ottavia e Palma decidono almeno per il momento di rimanere in rapporti di amicizia, Giuseppe Lojacono se la prende con Laura Piras quando scopre del suo trasferimento a Roma richiesto senza averlo avvertito prima e se ne va di casa. Dopo aver accompagnato a casa Letizia, ora sotto scorta, il poliziotto respinge le sue avances e torna a casa. Fuori dall'abitazione si è appostato Manetti che vede andare via Lojacono.
- Altri interpreti: Gianluca Di Gennaro (Achille Valletta), Simone Borrelli (Biagio Pesacane), Raiz (Don Carmelo Pesacane), Antonio Veneziano (ottico), Ingrid Sansone (signora Pesacane), Lello Serao (Don Gennaro Valletta), Maria Rosaria Virgili (signora Valletta), Elena Starace (Alvia), Carlo Geltrude (Giovanni Pesacane).
- Ascolti Italia: 4 568 000 spettatori e 21.8% di share [4]

## Sangue
- Soggetto: Dido Castelli e Graziano Diana
- Sceneggiatura: Paolo Terracciano

Nel corso di una rapina in una farmacia Nina, la giovane commessa nipote della proprietaria Clara D’Ottavio, viene uccisa e il malvivente nella fuga a un incrocio con la sua moto si scontra con un furgone per poi proseguire a piedi. Il conducente riconosce il rapinatore, Domenico Coppola, un 27enne tossicodipendente con precedenti penali. Il marito della D’Ottavio non riconosce però il ragazzo dalle foto. Ottavia ed Elsa capiscono che Nina e Domenico avevano una relazione e i D’Ottavio raccontano che la ragazza rubava in casa loro. Elsa trova delle tracce di sangue nell'appartamento del dottor D’Ottavio a Posillipo e lo arresta con l'accusa di aver violentato Nina; l'uomo viene subito rilasciato e per questo arresto frettoloso Palma allontana la Martini dal commissariato. Coppola viene poi ritrovato morto presumibilmente per overdose. Su una busta con dentro 5 000 euro vengono però ritrovate le impronte di D’Ottavio. Lojacono e la Martini sospettano quindi che il farmacista abbia fatto uccidere Nina da Coppola per poi uccidere quest’ultimo con una dose sbagliata. Dopo una notte di interrogatorio, D’Ottavio confessa di essere il mandante dell'omicidio di Nina e accusa la moglie di aver eliminato Coppola perché voleva sempre più soldi.
Giuseppe è tornato a casa da Laura ma tra i due continua a esserci tensione, Francesco e Giorgia si scontrano violentemente per Susy, colei che li ha aiutati con l'affidamento della bambina. Lojacono scopre che Letizia ha frequentato Manetti anche a Napoli e non solo in Spagna ma lei si giustifica dicendo che lo ha fatto solo perché aveva paura; una sera l'ispettore risponde a una chiamata anonima dell'uomo avvisandolo che sa tutto di lui. Pisanelli viene sequestrato da frate Leonardo che lo vuole uccidere ma il poliziotto ha la meglio nella colluttazione ferendolo e all'arrivo di Aragona il frate tenta invano di scappare per le scale. Nel frattempo, Alex, che ha appena fatto coming out con i colleghi e deciso per la convivenza, accetta la proposta di matrimonio di Rosaria. Nonostante i buoni propositi, Ottavia sembra non riuscire a rinunciare al suo amore per il vicequestore, soprattutto quando, in occasione di una crisi di Riccardo, Palma è l'unico che con dolcezza riesce a tranquillizzare il bambino.
- Altri interpreti: Valentina Acca (Clara D’Ottavio), Gina Amarante (Nina), Bernardo Casertano (Dottor D’Ottavio), Carmine Monaco (Ciro), Adele Pandolfi (madre di Giorgia).
- Ascolti Italia: 4 450 000 spettatori e 21.1% di share [5]

## Verità
- Soggetto e sceneggiatura: Dido Castelli e Graziano Diana

Sulla spiaggia viene rinvenuto il cadavere di un uomo senza documenti; grazie a una ricevuta di una scommessa, i dipendenti della ricevitoria dicono che si tratta di Nacchennella, soprannome di Ciro Magliulo, 50enne con precedenti per furto, minacce ed estorsione e autore, anni prima, di un attentato dinamitardo contro un uomo che non voleva pagare il pizzo.
Letizia intanto continua a ricevere chiamate minacciose da Manetti, il quale sistema sotto l'auto di lei parcheggiata vicino a casa, come avvertimento, una bomba priva però del suo detonatore. Lojacono scopre che Magliulo era complice di Manetti e che è lui che aveva fatto esplodere l'autobomba davanti al ristorante di Letizia; convince così l'amica a denunciare Manetti, il quale scopre dal tg di essere ricercato anche per l'omicidio di Magliulo.
Aragona viene steso da Manetti mentre è appostato sotto casa di Letizia, che però riesce a scappare per le scale. Manetti viene inseguito da Lojacono e Aragona, che rimane ferito da un colpo ma si salva grazie al giubbotto antiproiettile, e riesce a dileguarsi.
Ottavia scopre che Mary Musella, la fidanzata di Magliulo, lavora in un negozio di abbigliamento riconducibile all'avvocato Piscopo. In una villa abbandonata viene poi trovato morto Manetti, ucciso alle spalle con una coltellata alla gola; si sospetta di una vendetta da parte della Musella il cui cellulare è stato rilevato nella stessa zona e le cui impronte vengono ritrovate sulla scena del delitto. La ragazza, però, quando viene arrestata nega categoricamente di aver ucciso l'uomo.
A Giorgia e Francesco tolgono l'affido della bambina, e Giorgia decide così di lasciare Francesco intimandogli di non cercarla più e l'uomo in preda alla rabbia dovuta alla disperazione per aver perso tutto, prende a pugni il muro rompendosi una mano. Alex e Rosaria stanno organizzando il loro matrimonio e il viaggio di nozze. Laura e Giuseppe litigano di continuo a causa dell'imminente trasferimento di lei a Roma, e decidono di lasciarsi prima della partenza. Dalla casa di cura dove è stato ricoverato, Frate Leonardo chiede di incontrare Pisanelli. Diego Buffardi ed Elsa Martini tornano a frequentarsi dopo otto anni, e in questa circostanza il magistrato capisce che la figlia di lei, Vicky, è nata dalla relazione che avevano avuto loro due.
Lojacono va a cena a casa di Letizia e, leggendo l'etichetta di una bottiglia di vino rosso, si ricorda che una identica è stata trovata sulla scena del delitto. Qui capisce che è stata lei ad uccidere Manetti: incredulo la affronta, lei cerca di difendersi brandendo un coltello; lui, dopo averla disarmata, la dichiara in arresto.
Nel finale al matrimonio civile tra Alex e Rosaria c’è tutta la squadra di Pizzofalcone ma Lojacono non si presenta. Palma, che si è riavvicinato ad Ottavia con cui intuiamo il tentativo di costruire una famiglia, viene avvisato del ritrovamento dell'auto dell'ispettore con delle tracce di sangue: Giuseppe è stato sequestrato e picchiato da qualcuno. Nell'ultima inquadratura si vede Giuseppe, coperto di sangue, legato a una sedia.
- Altri interpreti: Vincenzo Restucci (Ciro Magliulo), Piera Saladino (Mary Musella).
- Ascolti Italia: 4 461 000 spettatori e share al 21% [6]